# 稍峪镇
稍峪镇，原为稍峪乡，是中华人民共和国甘肃省陇南市西和县下辖的一个乡镇级行政单位。2018年3月撤乡设镇。区划代码改为621225113。

## 行政区划
稍峪镇下辖以下地区：
牛窑村、郭山村、杜河村、潘豆村、王家山村、邵山村、郭河村、符庄村、碑楼村、团庄村、稍峪村、白杨村、马家河村、史家山村和赵湾村。